# Saraís
Saraís és un poble situat al marge esquerre del riu Noguera de Tor, en el terme municipal de la Vall de Boí i a l'entitat municipal descentralitzada de Durro i Saraís, dins de l'antic terme de Durro, a la comarca de l'Alta Ribagorça. El 2019 tenia 8 habitants.
Està situat enlairat, a la dreta del barranc d'Esterres, als contraforts meridionals de lo Codó. El poble vell està abandonat, i només en subsisteixen algunes cases situades a ran de Noguera de Tor, prop de la Palanca de Saraís, principalment Casa Arnalló i Casa Capdevila. Està situat a llevant del poble de Cóll.
S'hi accedeix per una pista rural que mena només travessant el riu al Saraís actual, des d'on es pot anar cap a llevant per accedir a les ruïnes del poble vell, endinsat al fons de la seva vall, una mica més enlairat que l'actual. Aquesta pista rural surt de la L-500, al nord de Cóll: a mà dreta passant per un pont estret s'arriba a Saraís, des d'on la pista continua cap a Pont de Suert, passant pels pobles d'Iran, Irgo, Igüerri i Gotarta.
La parròquia de Sant Llorenç de Saraís pertany al bisbat de Lleida, pel fet d'haver pertangut, a l'edat mitjana, al bisbat de Roda de Ribagorça. Format part de la unitat pastoral 25 de l'arxiprestat de la Ribagorça, i és regida pel rector del Pont de Suert.

## Etimologia
Saraís, segons Joan Coromines és un dels abundants topònims d'origen basc que existeixen en el Pirineu. Emparentat amb l'arrel çare- (xarxa o pleta), i amb el sufix -ís, present en altres topònims pirinencs.

## Història
Saraís apareix en una de les convinences entre els comtes pallaresos, de vers el 1070: el comte Ramon V de Pallars Jussà dona en alou el castell de Grau de Castelló (l'actual Castilló de Tor) en alou a Miró Guerreta, amb els seus termes i l'illa de Saraís. Fins al 1831, any d'extinció dels senyorius, pertangué als barons, després comtes, d'Erill.
Pascual Madoz, en el seu Diccionario geográfico... del 1849 parla de Sarahis o Serrahis, tal com hi apareix escrit el nom del poble. S'hi pot llegir que el lloc està situat en una muntanya a l'oest de la muntanya de Durro, que l'arrecera dels vents de l'est i del nord. El clima és sa. Tenia nou cases i una església parroquial, dedicada a sant Llorenç. El cementiri era apartat del poble. Els veïns de Saraís se servien de l'aigua del barranc anomenat Tena. La comunicació del poble, quan el camí arribava a la Noguera de Tor, discorria per una palanca miserable.
El terreny era, segons Madoz, muntanyós, aspre i trencat, amb moltes bardisses i alguns prats magnífics que s'aconsegueixen amb l'aigua del barranc de Tena. S'hi produïa sègol, ordi i patates, i s'hi criaven ovelles, bous i vaques i eugues. La població era de 4 veïns (caps de família) i 25 ànimes (habitants).
Saraís és l'únic poble de la vall de Boí l'església del qual no és romànica, però també va tenir el seu temple romànic. Just al costat de la nova església, en el soler de l'antiga abadia, que és l'única casa que queda dempeus, es veu encara una part de l'absis romànic. L'església parroquial estava dedicada a sant Llorenç, el màrtir que va morir abrandat. L'incendi ha estat la gran desgràcia del poble, ja que es va incendiar una nit i es va menjar tot el poble, inclosa l'antiga església. Només va quedar una casa sencera, però tots els habitants van anar a viure a vora el riu; per aquesta raó el poble actual és a la riba esquerra de la Noguera de Tor, on actualment hi ha unes 5 cases.
El 1860 el lloc de Saraís era habitat, amb 9 cases, a més del Mas del Serrat. També eren habitats estacionalment la Borda de Sant Quirc, i els masos d'Arnalló, Batlle, Capdevila, Ferreró, la Pedra i la Pallera de Santa Cecília, prop de l'església, desapareguda, d'aquesta advocació, que era situada on ara hi ha la central elèctrica.

## Serveis turístics
Saraís té una casa de pagés molt acollidora per als que els agrada el turisme rural. És Casa Arnalló, i està situada just al costat del pont. La casa continua amb la seva activitat ramadera, que continua essent la principal del poble.

## Llocs d'interès
- Sant Llorenç de Saraís.